# Pseudois nayaur
El baral, carnero azul o cabra azul del Himalaya (Pseudois nayaur) es una especie de mamífero artiodáctilo de la subfamilia Caprinae.  Es una cabra salvaje que habita en los Himalayas de Nepal, Tíbet, China, Pakistán e India. Es la presa principal del leopardo de las nieves.